# Гарний хлопчик
«Гарний хлопчик» (англ. Beautiful Boy) — американська біографічна драма режисера Фелікса ван Грунінгена за сценарієм Люка Девіса та Ван Грунінгена. У головних ролях знялися Стів Керелл, Тімоті Шаламе, Мора Тірні та Емі Раян. Фільм є дебютною англомовною роботою бельгійського режисера Ван Грунінгена. Світова прем'єра фільму відбулася 7 вересня 2018 року на 43-му Міжнародному кінофестивалі у Торонто. Вихід стрічки в американський прокат заплановано на 12 жовтня 2018.

## Сюжет
Батько намагається знайти спільну мову зі своїм сином Ніком, який підсів на мет, та врешті-решт побороти його залежність.

## У ролях
| Актор                            | Роль                        |
| -------------------------------- | --------------------------- |
| Стів Керелл                      | Девід Шефф                  |
| Тімоті Шаламе Джек Ділан Грейзер | Нік Шефф 12-річний Нік Шефф |
| Мойра Тірні                      | Карен Барбур-Шефф           |
| Крістіан Конвері                 | Джаспер Шефф                |
| Емі Раян                         | Вікі Шефф                   |
| Кейтлін Дівер                    | Лорен                       |
| Тімоті Гаттон                    | доктор Браун                |
| Ліза Гей Гемілтон                | Роза                        |
| Андре Ройо                       | Спенсер                     |
| Стефані Скотт                    | Джулія                      |

## Нагороди та номінації
| Список нагород та номінацій | Список нагород та номінацій | Список нагород та номінацій          | Список нагород та номінацій | Список нагород та номінацій | Список нагород та номінацій |
| Кінопремія                  | Рік                         | Категорія                            | Номінант(и)                 | Результат                   | Дж                          |
| --------------------------- | --------------------------- | ------------------------------------ | --------------------------- | --------------------------- | --------------------------- |
| Премія БАФТА                | 10.02.2019                  | Найкраща чоловіча роль другого плану | Тімоті Шаламе               | Номінація                   |                             |